# Хоум, Джон
Преподобный Джон Хоум (англ. John Home; 22 сентября 1722 или 13 сентября 1722, Лит — 4 сентября 1808) — шотландский писатель; драматург, поэт, пресвитерианский священнослужитель. Автор одного из классических произведений шотландской литературы — трагедии «Дуглас». Член Эдинбургского королевского общества (1783).

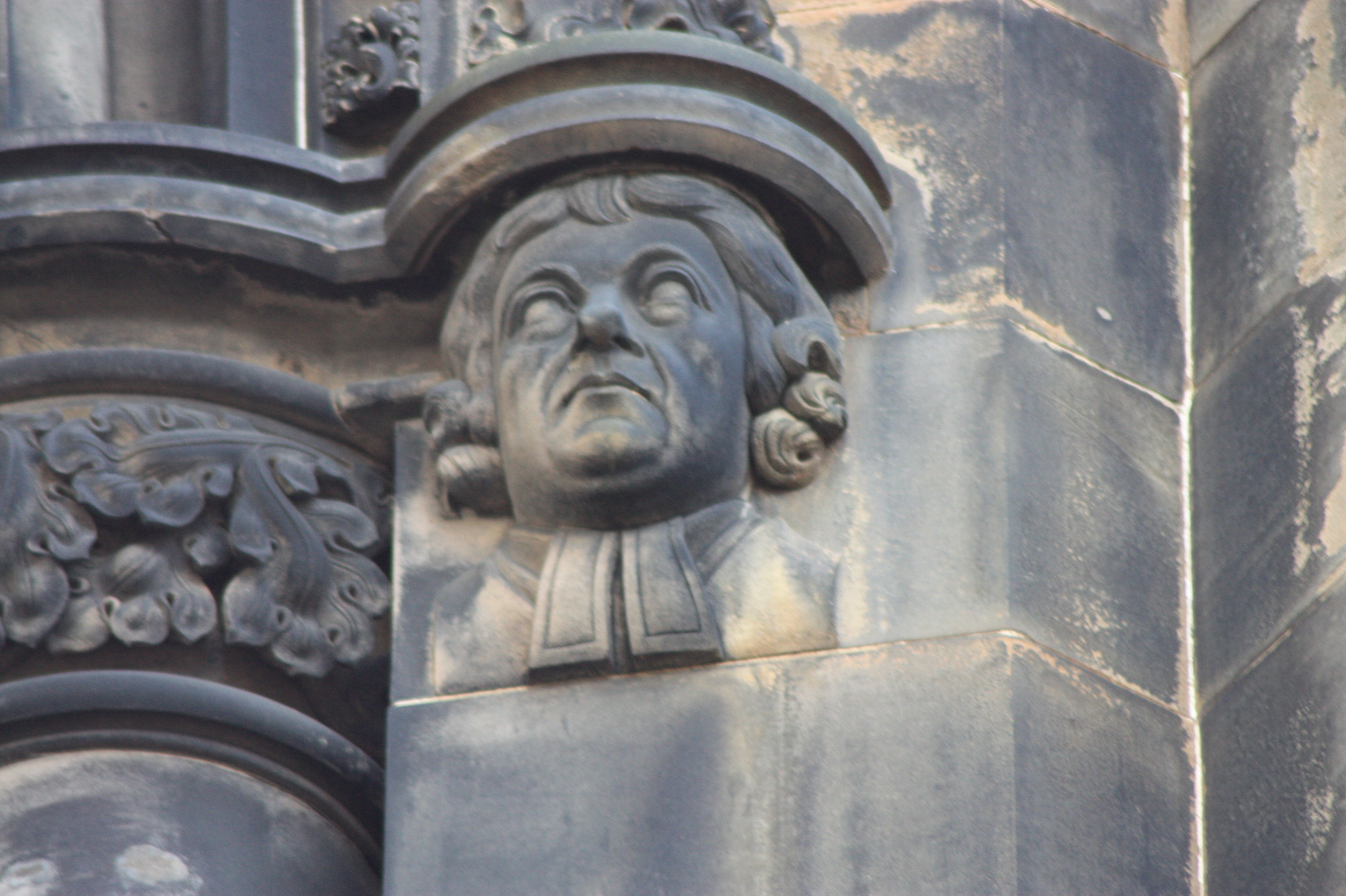
Барельеф Джона Хоума на монументе Скотта, Эдинбург.

## Биография
Джон Хоум родился 13 сентября 1722 года в Анкраме в Роксбургшире, однако вскоре его семья переехал в Лит, неподалёку от Эдинбурга, где его отец, Александр Хоум, дальний родственник графов Хьюм, стал чиновником городского магистрата. Матерью будущего драматурга была Кристина Хэй, дочь эдинбургского адвоката. Крещён Джон Хоум был 22 сентября 1722 года.
Будущий драматург получил образование в гимназии Лита и в Эдинбургском университете, где получил степень магистра в 1742 году. Первоначально он планировал стать офицером, однако в дальнейшем решил изучать богословие, и получил лицензию на проведение публичных проповедей от пресвитерии Эдинбурга в 1745 году. Тем не менее, в том же году он принял участие в подавлении восстания якобитов: присоединился в качестве добровольца к британским войскам, выступившим против Красавчика принца Чарли, но был взят в плен в неудачной для правительственных сил битве при Фолкерке (англ.). Якобиты отвезли его, вместе со многими другими пленными, в замок Дун в Пертшире, но вскоре Джон Хоум сумел бежать оттуда, пешком дошёл до Аллоа, откуда доплыл на шлюпе до Квинсферри и вернулся в Лит в отцовский дом.
В июле 1745 года Хоум стал приходским священником в приходе Ателстанефорд в Восточном Лотиане. В свободное время он навещал своих друзей в Эдинбурге и особенно сблизился с философом Дэвидом Юмом, который приходился ему дальним родственником (фамилии Хоум, Хьюм и Юм имели, видимо, общее происхождение). Среди других друзей Хоума были основатель экономической науки Адам Смит и историк Уильям Робертсон.
Первая пьеса Хоума, «Агис», основанная на повествовании Плутарха о спартанском царе Агисе, была закончена в 1747 году. Хоум отвёз её в Лондон, где представил на суд самого знаменитого драматического актёра Британии того времени Дэвиду Гаррика, надеясь, что «Агис» будет поставлена в театре Друри-Лейн, но тот отклонил её, как неподходящую для сцены.
Джон Хоум был огорчён, но решил со всей тщательностью сосредоточиться на написании следующей пьесы. Трагедию «Дуглас», отчасти вдохновлённую сюжетом шотландских народных баллад он писал пять лет, но в Лондоне Гаррик вновь отклонил пьесу. Однако, теперь друзья драматурга решили, что пьеса была отклонена несправедливо и должна быть поставлена в Эдинбурге. В результате, премьеру трагедии, состоявшуюся в этом городе 14 декабря 1756 года, сопровождал ошеломляющий успех. Однако, пресвитерианская Церковь Шотландии была возмущена тем, что её приходской священник ведёт дела с театром, «рассадником греха», поэтому Хоум вынужден был уйти в отставку с должности викария (приходского священника). Однако, случилось это уже после его визита в Лондоне, где «Дуглас» 14 марта того же года повторил свой эдинбургский успех на сцене театра Ковент-Гарден. Дэвид Юм был восхищён творением Хоума, Томас Грей хвалил его в письме к Хорасу Уолполу, и только злоязычный Сэмюэл Джонсон остался в стороне от всеобщего энтузиазма и утверждал, что во всей пьесе не было и десяти хороших строк.
В 1758 году Хоум стал личным секретарём лорда Бьюта, в дальнейшем премьер-министра Великобритании, позднее был назначен наставником принца Уэльского; в 1760 году влиятельные покровители обеспечили ему пожизненную пенсию в размере 300 фунтов стерлингов в год, а в 1763 году — должность-синекуру (должность без каких-либо официальных обязанностей) с годовым окладом ещё 500 фунтов стерлингов. Тем временем, Гаррик всё-таки поставил ранее отвергнутого им «Агиса» на сцене театра Друри-Лейн, где трагедия Хоума шла 11 дней подряд с немалым успехом, но всё-таки уступала по популярности «Дугласу». В 1760 году в Друри-Лейн была поставлена новая трагедия Хоума «Осада Аквилеи» (посвящённая событиям римской истории, происходившим в год шести императоров), где Гаррик сыграл одну из главных ролей. В 1769 году четвёртая трагедия Хоума, «Роковое открытие» выдержала девять представлений подряд, что было по тем временам ещё очень много. Пятую трагедию, «Алонсо» (1773; на испанский сюжет) также ожидал немалый успех, но шестая, «Альфред» (1778; об английском короле Альфреде Великом) была принята так прохладно, что Хоум перестал писать для сцены.
Впрочем, Джон Хоум и в дальнейшем оставался видным участником эдинбургской общественной жизни. Он был действительным членом Эдинбургского королевского общества и Эдинбургского покерного клуба (и ещё неизвестно, что из этого было важнее). Помимо дома в Лите, Хоум выстроил себе усадебный дом в Килдаффе недалеко от своего бывшего прихода. Туда он удалялся, чтобы работать над «Историей восстания 1745 года», в подавлении которого он некогда сам принимал участие. Эта книга была издана в 1802 году.
Скончался Джон Хоум поблизости от Эдинбурга на 86-м году в жизни и был похоронен в приходской церкви Саут-Лейт.
Творчество Джона Хоума оказало значительное влияние на творчество писателя-романтика Вальтера Скотта, поэтому изображение Джона Хоума, в числе 16 писателей и поэтов — предшественников великого романиста, украшает монумент сэру Вальтеру Скотту в Эдинбурге.
Портрет Хоума, приведённый в начале статьи, выполнил шотландский живописец Генри Ребёрн.